# La última curda
 «La última curda» es un tango compuesto en 1956 cuya letra pertenece a Cátulo Castillo en tanto que la música es de Aníbal Troilo. "Curda" es un vocablo lunfardo de origen gitano que significa borrachera.

## Los autores
Cátulo Castillo (Buenos Aires, Argentina, 6 de agosto de 1906 - ídem, 19 de octubre de 1975) cuyo nombre completo era Ovidio Cátulo González Castillo, fue un conocido poeta y compositor con  famosos tangos de su autoría, varios de ellos en colaboración con Aníbal Troilo.
Aníbal Carmelo Troilo, apodado Pichuco ( Buenos Aires, 11 de julio de 1914 - ídem, 18 de mayo de 1975), fue un bandoneonista, compositor, director de orquesta de tango argentino.

## Producción
Cátulo Castillo preparó la letra sobre una música previa de Troilo. Cuenta Rivero que una noche calurosa de 1956 en el departamento del músico ubicado en un 2° piso de la calle Paraná enfrente del cabaré Chantecler, estaban Troilo, Rivero y el periodista Miguel Ángel Bavio Esquiú, que escribía en la revista Rico Tipo con el seudónimo de Juan Mondiola, con sus esposas. 
Empezaron Troilo y Rivero a trabajar sobre La última curda, ensayando y ajustando, primero con tarareos y luego con el bandoneón. Pasaron así varias horas concentrados en la tarea y en algún momento salieron al balcón cuya ventana estaba abierta y vieron que una multitud se había agolpado en la acera de enfrente interrumpiendo el tránsito. Entonces, allí mismo, Troilo y Rivero ejecutaron el tango por primera vez en público.

## El alcohol en el tango
Carlos Mina propone tres formas en las que el alcohol aparece en el tango: en Los mareados (1932) de Enrique Cadícamo –“el alcohol nos ha embriagado”-, la curda es el modo de ocultar la verdadera razón de la separación sobre la que conversan, esto es que él la abandona; en Una canción (1953) de Cátulo Castillo –“vos y yo los dos en curda”- el alcohol está presente desde la primera frase, y su repetida cita a lo largo del tango parece indicar la intención del narrador de que el tiempo se prolongue en forma infinita; finalmente, en Che bandoneón (1950) de Homero Manzi –y puedo confesarte la verdad | copa a copa, pena a pena, tango  tango- el alcohol ayuda a develar –y a enfrentar- la muerte que se ve cercana.

## Comentario
Castillo también usa la palabra “último” en otros dos tangos: El último farol y El último café. En este perfecto escenario tanguero un hombre en curda dialoga con su bandoneón, el instrumento tanguero por antonomasia que aparece como personaje en otros tangos: Bandoneón arrabalero, Fueye, Mi bandoneón y yo, Che, bandoneón, si bien Manuel Adet opina que de ellos, La última curda, al que califica como tango discepoliano,  es el más profundo, el que va más a fondo y, también, el más bello.
Se destaca la letra por la riqueza del lenguaje, la destreza para construir imágenes, con una precisión maravillosa como las que resultan de “la ronca maldición maleva” del fueye, o “la lágrima de ron” o “el hondo bajo fondo donde el barro se subleva”, la de proporcionar conceptos que luego se han popularizado como “La vida es una herida absurda” o “Y es todo, todo tan fugaz que es una curda, nada más, mi confesión”.

## Grabaciones
La primera grabación es de la orquesta de Aníbal Troilo y la voz de Edmundo Rivero el 8 de agosto de 1956 para TK. A ella le siguieron otras muchas entre las que  se encuentran las realizadas por Troilo con la voz de Roberto Goyeneche el 7 de mayo de 1963 para RCA Victor, la de Rosanna Falasca con la orquesta de Raúl Garello para EMI-Odeon el 16 de julio de 1976, la de Tito Landó con la orquesta de Alfredo Gobbi el 18 de junio de 1957 para RCA-Victor, la de Roberto Achával con la orquesta de Osvaldo Piro del 30 de octubre de 1978 para RCA Victor.